# Васіліс Циартас
Васіліс Циартас (грец. Βασίλης Τσιάρτας, 12 листопада 1972, Александрія) — грецький футболіст, шанований як один з найталановитіших грецьких футболістів свого покоління.
Народився в Александрії, Греція, нині живе в Афінах. Був знаменитим своїм стилем гри: забиваючи переважно лівою ногою, одночасно бувши таким же небезпечним при ударах правою. Він феноменально виконував вільний удар, забиваючи всі пенальті як за Грецьку збірну, так і за футбольні клуби. Васіліс Цартас — був одним з центральним гравців збірної Греції на Євро-2004. За всю свою кар'єру дістав тільки одну червону картку.

## Досягнення
У складі клубу АЕК
- Грецька Суперліга: 1993, 1994
- Кубок Греції з футболу: 1996, 2002
- Суперкубок Греції з футболу: 1996

У складі Грецької збірної
- Чемпіонат Європи з футболу: 2004

Індивідуальні
- Найкращий бомбардир Грецької Суперліги: 1996
- Грецький футболіст року: 1996